# Franciaország vasútállomásainak listája

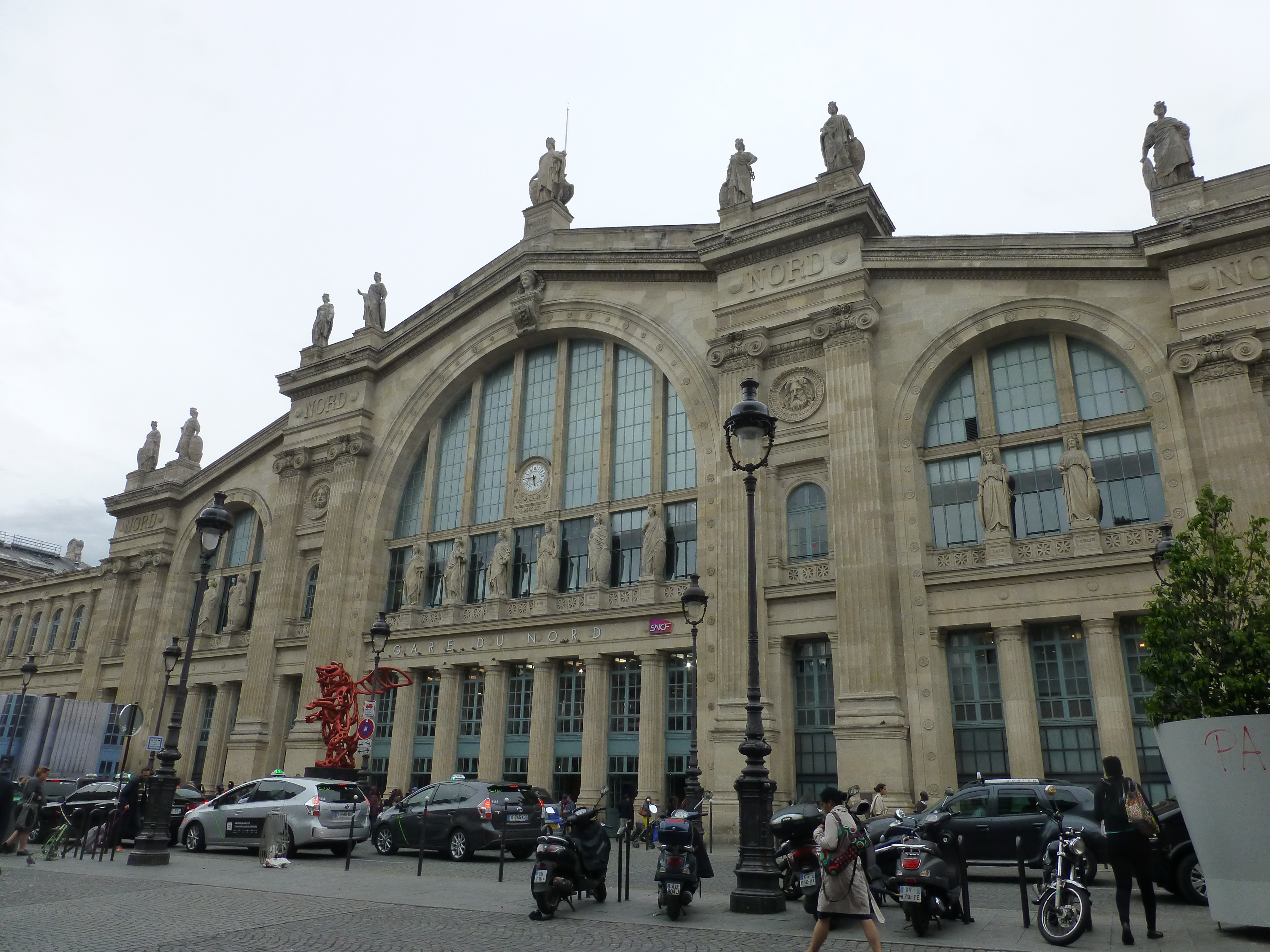
Paris Gare du Nord, Franciaország legforgalmasabb pályaudvara

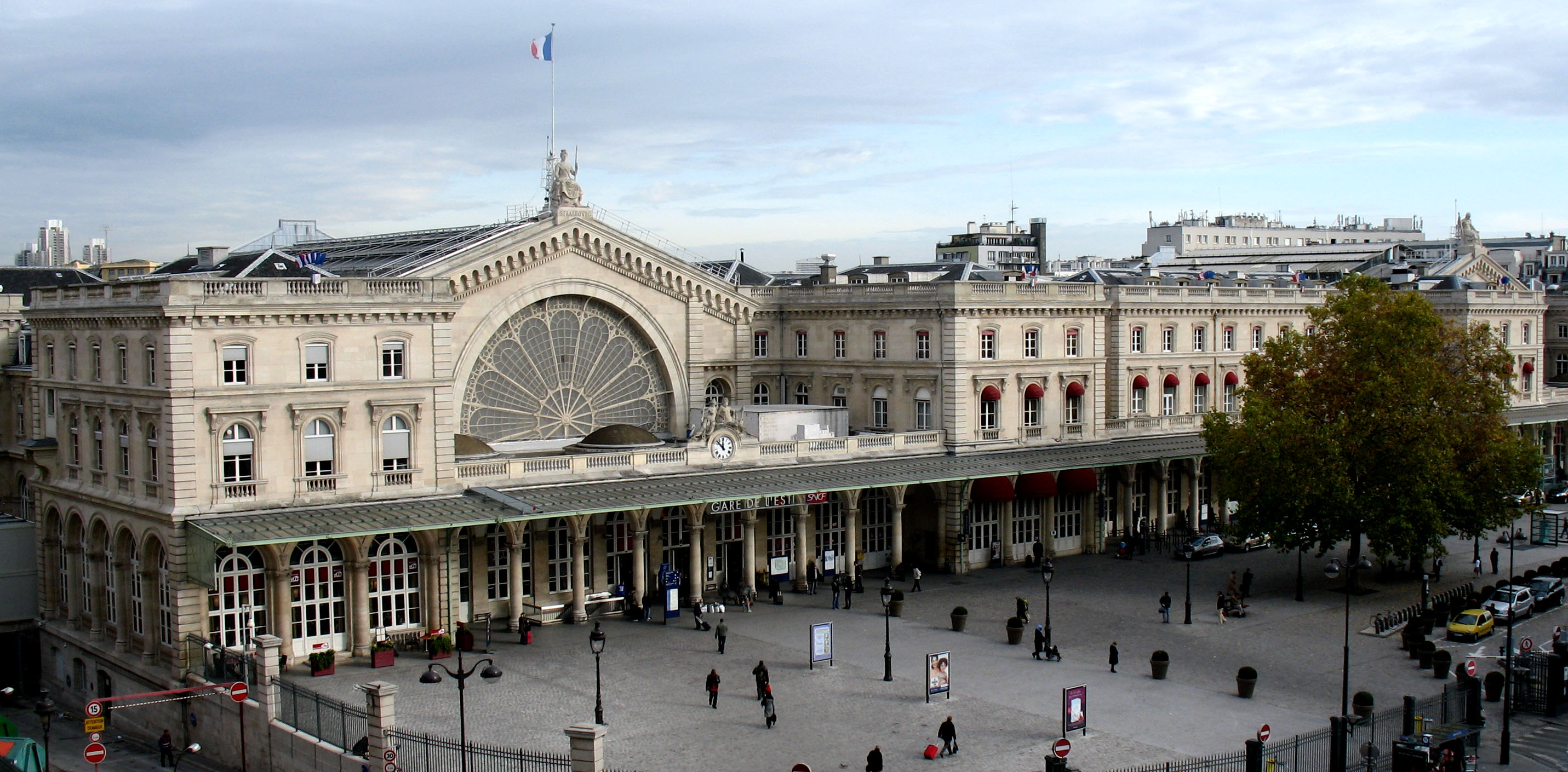
Paris Gare de l’Est, Párizs legnagyobb és legöregebb pályaudvara

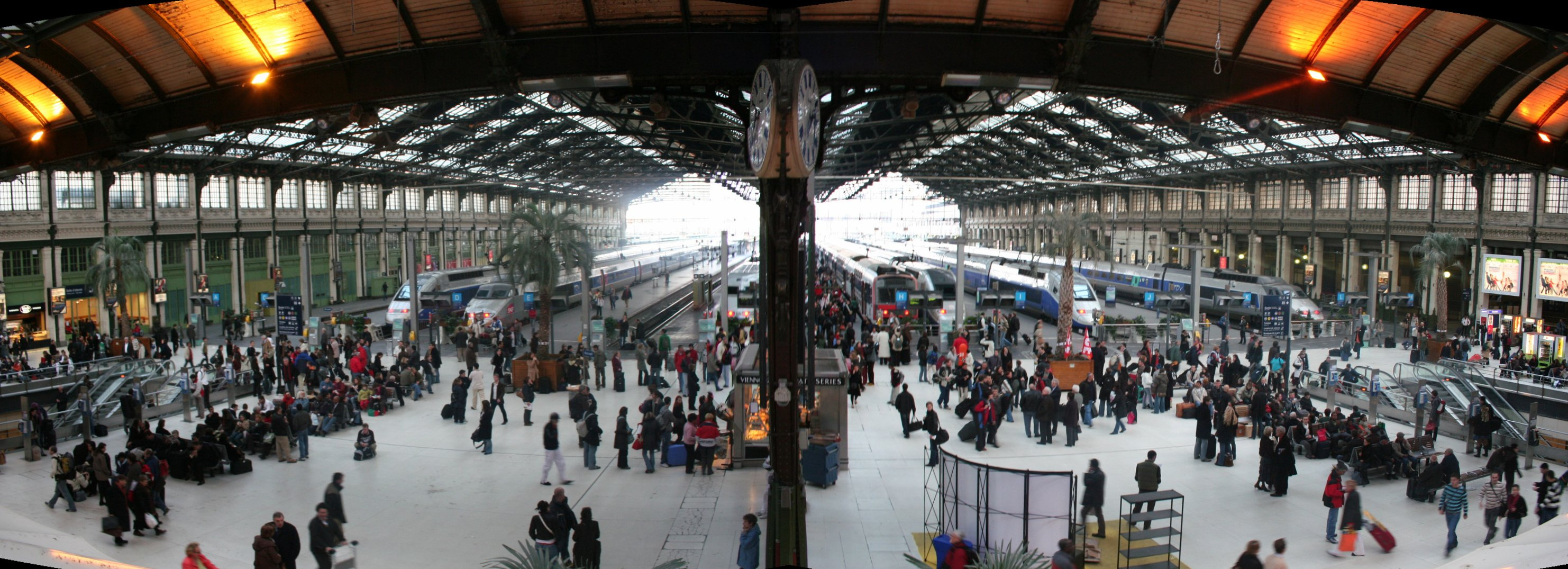
A Paris Gare de Lyon pályaudvar belülről

Franciaországban több mint 3000 vasútállomás és vasúti megálló található. Párizsban több főpályaudvar is épült.

## Vasútállomások régiónként
A vasútállomások régiónként bontva különálló listákban találhatóak.

### Ile-de-France
- Transilien

### Egyéb régiók, Közép-Franciaország
- Auvergne-Rhône-Alpes
- Bourgogne-Franche-Comté
- Bretagne
- Centre-Val de Loire
- Grand Est
- Hauts-de-France
- Normandie
- Nouvelle-Aquitaine
- Occitanie
- Pays de la Loire
- Provence-Alpes-Côte-d'Azur